# Bosket

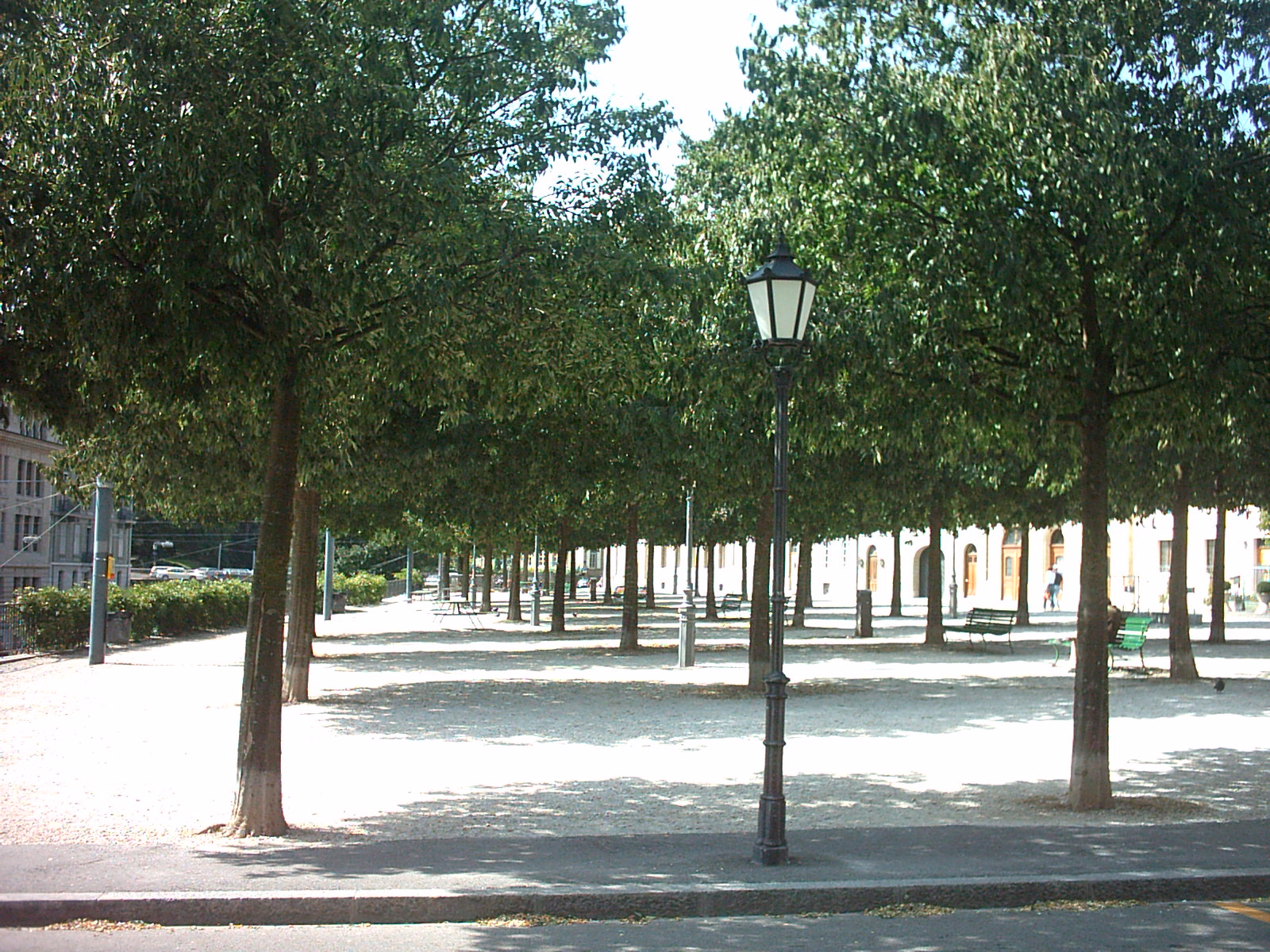
Bosket na Promenade Saint-Antoine, Ženeva

Bosket je skupina parkové výsadby zeleně, vyšších stromů. Účelem bosketu je vytvořit rozdělení plochy, vytvoření pozadí, nebo jej lze použít i jako prvek vytvářející celé „přírodní komnaty“ (salle de verdure). Boskety byly součástí barokních a renesančních parků a velkých zahrad. Jde o prvek zahradní architektury používaný v sadovnické tvorbě.

## Původ slova
Slovo je odvozeno od renesančního výrazu, v Itálii „boschetto“, ve Francii „bosquet“. Původní význam je odvozenin od italského názvu pro les – „bosco“.

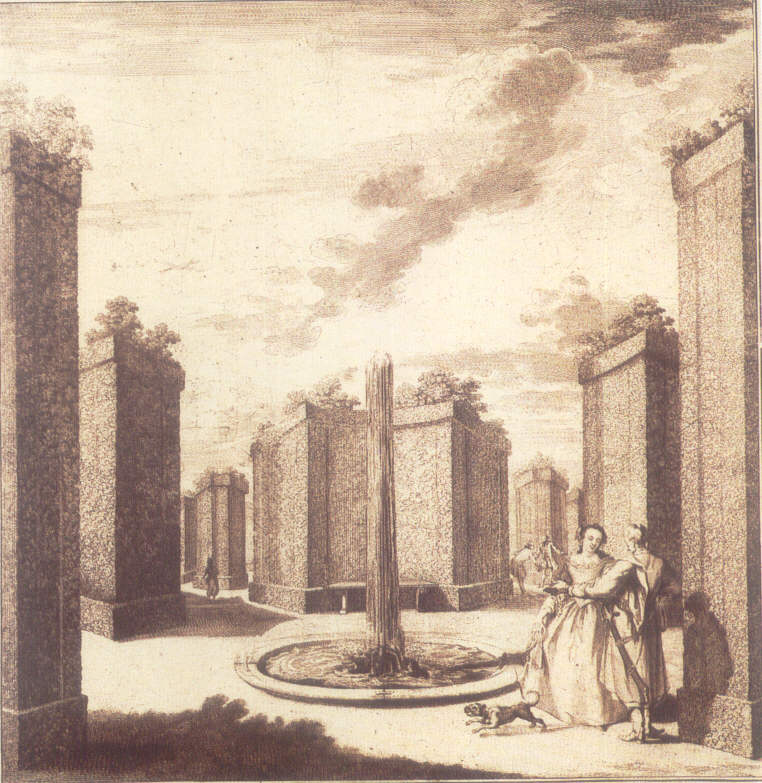
Bosket v paláci Branicki Palac, v Białystoku, 1750

## Popis
Lesík, skupina vzrůstnější zeleně hustě vysázených stromů jako kontrastu k plochám trávníku, nejméně však pět stromů (v trojsponu jako pětice na hrací kostce – „quincunx“). Stromy byly tvarovány tak, aby koruna byla ve stejné výšce. Byl používán v období renesance, kde byl bosket samostatnou částí, vysázených jako hájek, malý řídký les s přísně pravidelně vysázenými dřevinami. Ve francouzské barokní zahradě je formován z pravidelně tvarovaných dřevin (udržovaných ve tvarech jehlanů, kuželů, hranolů, spirál apod.), nebo upraven jako labyrint, nebo udržován řezem ve formě špalírů, do systému cest s průhledy, sochami a podobně vyplněn.
Bývají tradičně zpevněny štěrkem, protože jejich použití předcházelo vynálezu sekačky. A údržba trávníku pod stromy je náročná. Boskety doznaly často během let úpravy, jejich podobu vypracoval k dokonalosti Le Nôtre ve Versailles.
Boskety ve Versailles jsou příkladem jejich použití ve vrcholícím baroku. Byly zde vysazovány v jednoduchém čtvercovém sponu a propojeny alejemi.
Použití bosketů přichází znovu na přelomu devatenáctého a dvacátého století v návaznosti na moderní a postmoderní architektonické celky s důrazem na přísné linie a pravidelnost. Typické stromy pro boskety udržované pravidelně řezané, například lípa srdčitá (Tilia cordata), habr (Carpinus betulus), lze použít i vhodnější. Uvedené dřeviny v pravidelných řezaných tvarech jsou náročné na pravidelnou údržbu.